# Dorn-Therapie
Die Dorn-Therapie, auch „Dorn-Methode“ genannt, ist eine von Dieter Dorn (* 13. August 1938; † 19. Januar 2011) aus Lautrach bei Memmingen etwa 1975 entwickelte alternativmedizinische manuelle Methode zur Behandlung funktioneller Störungen des Stütz- und Bewegungsapparats.
Das Verfahren ist wissenschaftlich nicht anerkannt, da kein Wirkungsnachweis vorliegt.

## Übersicht
Laut Dorn führe das moderne Leben zu Bewegungsmangel, Fehlbelastungen und letztlich zu Fehlstellungen der Wirbelsäule und des Beckens. Dies sei Ursache der meisten Rückenprobleme, aber auch zahlreicher anderer Beschwerden. Insbesondere habe fast jeder einen „Beckenschiefstand“, der ursächlich „auf eine Fehlstellung in einem oder mehreren Beingelenken zurückzuführen“ sei und sich auf der betroffenen Seite in einem (scheinbar) längeren Bein manifestiere.
Die Dorn-Therapie soll behandlungsbedürftige funktionelle Beinlängendifferenzen korrigieren und Wirbel, die sich nicht in ihrer normalen Position befänden, durch leichten Druck des Therapeuten und gleichzeitige Bewegungen des Patienten in die richtige Position zurückbringen. Da aus jedem Wirbel ein Nervenpaar austritt, das im gleichen Körpersegment liegende Organ- und Gewebsbereiche versorge, würden gleichzeitig positive Wirkungen auf diese Bereiche erzielt. So liege etwa im Bereich des dritten Brustwirbels das „Tor des Windes“ (bei den Chinesen „Fengmen“ genannt), die Versorgung der Atmungsorgane. Somit könne eine Wirbelkorrektur in diesem Bereich die Normalisierung einer gestörten Atemfunktion, wie z. B. Asthma oder Bronchitis, bewirken oder könnten Probleme im Atmungsbereich auf eine Fehlstellung des dritten Brustwirbels zurückzuführen sein.

## Verbreitung
Die Methode ist vorwiegend in Deutschland verbreitet. Sie wird überwiegend bei Rücken- und Gelenkbeschwerden eingesetzt. Teilweise wird die Dorn-Methode mit Massageangeboten nach Rudolf Breuß zur Muskelentspannung kombiniert, um die eigentliche Behandlung nach Dorn dadurch zu erleichtern. Die Kosten einer Dorn-Therapie werden nicht von den gesetzlichen Krankenkassen übernommen, da es keinen gesicherten Wirkungsnachweis gibt.

## Kritik
Die Dorn-Therapie ist von der Wissenschaft nicht anerkannt, da ein wissenschaftlicher Beleg für ihre Wirksamkeit in Form von klinischen Studien fehlt und die postulierten Pathomechanismen nicht belegt sind. Insbesondere die von den Dorn-Anwendern vertretene Theorie eines Beckenschiefstandes, der durch einen nicht korrekt in der Gelenkpfanne sitzenden Hüftkopf bedingt sein soll, wird von Fachleuten aus Sicht der wissenschaftlichen Medizin als Beleg für mangelndes medizinisches Grundlagenwissen und ein gänzlich unpassendes Denkmodell der Dorn-Methode angeführt. Zudem seien zumindest manche Interventionen der Behandler nicht für alle Patienten gefahrlos und es sei darüber hinaus nach Selbstanwendung der Methode, wie sie in Seminaren als unbedenklich propagiert werde, zu gravierenden medizinischen Notfällen gekommen (ebenda).